# Grad Larnach
Grad Larnach (imenovan tudi Larnachov grad) je lažni grad na grebenu polotoka Otago v mejah mesta Dunedin na Novi Zelandiji, blizu majhnega naselja Pukehiki. Je ena redkih hiš te velikosti na Novi Zelandiji. Hišo je zgradil ugledni podjetnik in politik William Larnach. Od leta 1967 je grad v zasebni lasti družine Barker in je bil odprt kot turistična atrakcija kot »edini novozelandski grad«.
Grad in okolica sta vsak dan odprta za javnost. Vrtovi gradu Larnach so eni od le petih vrtov po vsej državi, ki so prejeli oceno »Vrt mednarodnega pomena« s strani New Zealand Gardens Trust. To so bili prvi vrtovi na Južnem otoku, ki so prejeli naziv. Leta 2018 je Heritage New Zealand grad Larnach razglasil za znamenitost Nove Zelandije.

## Zgodovina

### Konstrukcija in slog
Grad Larnach je bil zgrajen kot zasebna rezidenca Williama Jamesa Mudieja Larnacha. Zemljišče za gradnjo je bilo kupljeno leta 1870 in ugledni dunedinski arhitekt R.A. Lawson je bil izbran za načrtovanje neogotskega dvorca. Gradbišče je bilo očiščeno in poravnano, kar je omogočilo začetek gradnje leta 1871. Približno 200 delavcev je bilo uporabljenih za dokončanje glavne konstrukcije z uporabo uvoženih materialov z vsega sveta. Velik del kamna, uporabljenega za grad, je prišel iz bližnjega kamnoloma bazalta. Drugi materiali so vključevali rumeno opeko, glasgowsko opeko, kamen Oamaru, bazalt iz Port Chalmersa, črni kamen iz Cornwalla, italijanski marmor, tlakovce iz Marseillesa, les Catlins, kauri iz Severnega otoka in lokalni peščenjak Caversham za plesno dvorano. Družina Godfrey je izklesala številne zapletene strope; enojni strop v glavnem preddverju so izdelovali šest let in pol. Leta 1875 je bilo iz Benetk uvoženih dvajset ton stekla, da bi ogradili izpostavljene verande, neprimerne za zime v Dunedinu. Dodatek 3000 kvadratnih čevljev velike plesne dvorane je bil dokončan leta 1887 kot darilo za 21. rojstni dan Larnachove najstarejše hčerke Kate. Nastali kompleks je na koncu vseboval 43 sob in zahteval osebje 46 uslužbencev. Kompleks je vključeval 35 hektarjev, rezerviranih za zemljišča, vključno z vinsko kletjo, in domačo kmetijo s 300 hektarji z lastno kmetijo, vključno s stajo za 300 krav, hlevi in prostori za delavce na kmetiji.

### Dom družine Larnach
Stavbo, ki jo je sam Larnach preprosto poimenoval The Camp, je lokalni tisk skoval 'grad' 8. decembra 1874, nekaj dni po tem, ko sta se vanjo vselila William in žena Eliza. Po vrsti osebnih in finančnih neuspehov je umrl zaradi samomora v stavbah novozelandskega parlamenta oktobra 1898. Po hudih pravnih bitkah glede Larnachove oporoke je družina Larnach leta 1906 hišo prodala.

### Sloves kot hiše strahov
Grad Larnach slovi kot ena najbolj obsedenih stavb na Novi Zelandiji, s poročili o videnju duha bradatega viktorijanskega gospoda (verjetno samega Larnacha), nepojasnjenih vonjav po dimu cigar in portovca v nezasedenih sobah ter obiskovalcev in delavcev na gradu, občutek, kot da bi jih nenadoma potisnilo v hrbet. Te zgodbe so privabile preiskovalce paranormalnega iz Nove Zelandije in čezmorskih držav, pri čemer se lokacija pojavlja v različnih televizijskih programih »lovca na duhove« tako iz Nove Zelandije kot iz Združenih držav.

## Sodobna zgodovina

### Obnova
Skozi 20. stoletje je grad Larnach nenehno spreminjal lastništvo in uporabo. Stavba je propadla, leta 1967 pa sta jo kupila Barry in Margaret Barker. Norcombe Barker je leta 1990 postal izvršni direktor gradu Larnach. Družina Barker je od takrat opravila obsežna restavratorska dela, skupaj z iskanjem izvirnega pohištva za prenovo hiše. Vrtovi niso bili prvotna značilnost doma Williama Larnacha in jim je New Zealand Gardens Trust podelil status »Vrt mednarodnega pomena«. Vzdrževanje stavbe je financirano iz turistične dejavnosti, zato je vzdrževanje stavbe neprekinjeno - leta 2015 je bila glasbena soba prenovljena v vrednosti 100.000 $.

### Turizem
Grad Larnach deluje kot pomembna turistična atrakcija v Dunedinu, saj sprejme približno 120.000 gostov na leto. Grad je za javnost odprt 365 dni v letu; ponujajo vodene in samovodene oglede, dogodke in nastanitev. Grad redno gosti hišne dogodke; predvsem njihov letni zimski bal. Larnach Castle Ltd upravlja s tremi tipi nastanitev; Larnach Castle Stables, Larnach Castle Lodge in bližnja luksuzna namestitev Camp Estate. Gostom, ki bivajo v prenočiščih, je na voljo možnost obedovanja v notranjosti gradu.

## V popularni kulturi
Leta 1985 je bil uporabljen kot lokacija za snemanje produkcije TVNZ Dunedin Hanlon. Istega leta je bil uporabljen v uvodnih prizorih ameriško-novozelandske koprodukcije filma Shaker Run.
Leta 1994 je gledališče Dunedin's Fortune Theatre pred 100 povabljenimi gosti v grajski plesni dvorani uprizorilo predstavo o tragedijah družine Larnach z naslovom Castle of Lies.
Grad Larnach in posestvo Camp sta bila uporabljena kot lokaciji za Netflixov film The Royal Treatment iz leta 2022. Predstavljali so rezidenco kraljeve družine izmišljene dežele Lavanije.
Stavbo so obiskali preiskovalci paranormalnih pojavov in jo predstavili na lokalnih novozelandskih televizijskih oddajah, kot sta Ghost Hunt in Spookers, ter mednarodnih televizijskih oddajah, kot je American Ghost Hunters International.